# Faoug
Faoug (toponimo francese; in tedesco Pfauen) è un comune svizzero di 897 abitanti del Canton Vaud, nel distretto della Broye-Vully.

## Geografia fisica
Faoug si affaccia sul Lago di Murten.

## Storia

### Simboli
Lo stemma del comune appare per la prima volta su un documento nel 1713. È un'arma parlante perché il nome comune in tedesco è Pfauen ("pavone") ed il faggio riprende l'etimologia di Faoug dal latino fagus ("faggio").
Lo stemma è stato ufficialmente approvato dal cantone di Vaud nel 1913.

## Monumenti e luoghi d'interesse
- Chiesa riformata di Nostra Signora, attestata dal 1228[1].

## Società

### Evoluzione demografica
L'evoluzione demografica è riportata nella seguente tabella:
Abitanti censiti

## Amministrazione
Ogni famiglia originaria del luogo fa parte del cosiddetto comune patriziale e ha la responsabilità della manutenzione di ogni bene ricadente all'interno dei confini del comune.

## Infrastrutture e trasporti
Faoug è servito dall'omonima stazione, sulla ferrovia Palézieux-Lyss.